# Césarine Davin-Mirvault
Césarine Henriette Flore Davin-Mirvault (3 de junho de 1773 – 25 de novembro de 1844) foi uma artista e pintora francesa. Ela estudou com Joseph-Benoît Suvée, Jacques-Louis David e aprendeu a pintar miniaturas com Jean-Baptiste Jacques Augustin.